# René Basset (fotograf)
René Basset (7. října 1919, Lyon – 12. října 2021) byl francouzský fotograf a držitel ocenění Niépcovy ceny z roku 1958.

## Biografie
Fotograf René Basset měl blízko k humanistickému hnutí, byl velmi pozorný k předmětům přírody: zahradám, krajinám a k lidem.
Fotografovat začal v roce 1932, když se učil u Édouarda Brona, což byl otec Antoina Demillyho.
Mimořádně aktivní byl v Lyonu, svém rodném městě. V roce 1949 si zde založil vlastní fotografické studio, patřil mezi zakládající členy umělecké skupiny Forme et Lumière (Tvar a světlo) a skupiny Forum.

## Sbírky
- Château d'eau de Toulouse

## Výstavy (výběr)
- 2000: Transparences, La Ricamarie.
- 2000: Photogravure, la photo comme estampe, Villeurbanne.
- 2000: Samostatná výstava v galerii La Capitale, Paříž.
- 2001: Figures, Francheville.
- 2002: výstavy v Lyonu, Lacoux, Oyonnax, Cuisery…
- 2005: Musée du Revermont, Treffort-Cuisiat.
- 2006, 2007 a 2009: Galerie La Capitale, Paříž.
- 2013: Lyon Nostalgie od 31. května 2013 do 9. června 2013 Saint-Cyr-au-Mont-d'Or.